# Agostino Gaetano Riboldi
Agostino Gaetano Riboldi (né le 18 février 1839 à Paderno Dugnano en Lombardie, et mort le 25 avril 1902 à Ravenne) est un cardinal italien du début du XXe siècle. 

## Biographie
Riboldi est élu évêque de Pavie en 1877 et archevêque de Ravenne en 1901. Il est le fondateur du journal scientifique Rivista di scienze fisiche e matematiche. Le pape Léon XIII le crée cardinal lors du consistoire du 15 avril 1901. 

## Succession apostolique
Agostino Gaetano Riboldi a ordonné les évêques suivants :
- Évêque Francesco Ciceri (it) (1901)